# Mélissa Drigeard
Mélissa Drigeard (...) è un'attrice, regista e sceneggiatrice francese.

## Filmografia

### Attrice
- Mafiosa, le clan, regia di Éric Rochant - serie TV (2010)

- Mafiosa, le clan, regia di Pierre Leccia - serie TV (2011)
- Les Adoptés, regia di Mélanie Laurent (2011)
- Bis - Ritorno al passato (Bis), regia di Dominique Farrugia (2015)
- Quadras, regia di Mélissa Drigeard e Vincent Juillet - serie TV (2017)

### Regista
- Jamais le premier soir (2014)
- Hard - serie TV (2015)
- Quadras, con Vincent Juillet - serie TV (2017)
- Tout nous sourit (2020)
- Hawaii (2023)

### Sceneggiatrice
- Jamais le premier soir, con Vincent Juillet (2014)
- Quadras, con Vincent Juillet - serie TV (2017)
- Tout nous sourit, con Vincent Juillet (2020)